# Елизабет Уорън
Елизабет Ан Уорън (на английски: Elizabeth Ann Warren) е американски политик от Демократическата партия.
Родена е на 22 юни 1949 година в Оклахома Сити в семейство от средната класа. През 1970 година получава бакалавърска степен по говорна патология в Хюстънския университет, а през 1976 година завършва право в Университета „Рътгърс“. След това преподава право в „Рътгърс“ (1977 – 1978), Хюстънския университет (1978 – 1983), Тексаския университет в Остин (1983 – 1987), Пенсилванския университет (1987 – 1995) и Харвардския университет (от 1995), като изследванията ѝ са главно в областта на личните финанси и несъстоятелността на физическите лица. Придобива по-широка известност като привърженик на по-строги регулации в банковия сектор във връзка с Финансовата криза от 2007 – 2008 година, налага се като едно от популярните лица на левицата в Демократическата партия и от 2013 година е сенатор от щата Масачузетс. През 2019 година е сред кандидатите в предварителните избори на партията за кандидат за президент на Съединените щати.